# Deividas Matulionis
Deividas Matulionis (ur. 2 września 1963) – litewski ekonomista, dyplomata, urzędnik państwowy, ambasador Litwy w Danii i Islandii (2001–2006), Niemczech (2012–2017) a od 2020 przy NATO.  

## Życiorys
W 1986 ukończył studia na Wydziale Ekonomiki Przemysłu Uniwersytetu Wileńskiego, po czym podjął pracę na tej uczelni jako asystent w Katedrze Teorii Ekonomii.
W 1991 rozpoczął pracę w litewskiej dyplomacji. Przez dwa lata pracował w Wydziale Europy Północnej Ministerstwa Spraw Zagranicznych jako starszy specjalista i pierwszy sekretarz. W latach 1993–1994 pełnił funkcję chargé d’affaires, a następnie radcy Ambasady Republiki Litewskiej w Estonii. Od 1994 był radcą w litewskiej placówce dyplomatycznej w Oslo, a od 1995 do 1997 w Kopenhadze. Następnie kierował wydziałami: Europy Północnej i Europy Zachodniej MSZ. W latach 1998–2001 był doradcą Rządu Republiki Litewskiej ds. międzynarodowych. W 2001 objął stanowisko ambasadora Litwy w Danii i Islandii. Po powrocie do kraju w 2006 został dyrektorem Departamentu Polityki Bezpieczeństwa Ekonomicznego w MSZ. W latach 2007–2009 pełnił funkcję sekretarza stanu w tym resorcie.
W latach 2009–2012 pełnił funkcję kanclerza Rządu Litwy (odpowiednik szefa kancelarii rządu). Od 23 października 2012 do 3 maja 2017 był ambasadorem Litwy w Niemczech. Po zakończeniu misji został doradcą premiera ds. polityki zagranicznej. Od 6 lutego 2018 do 10 kwietnia 2020 pełnił funkcję pierwszego zastępcy kanclerza Rządu. 20 kwietnia 2020 został ambasadorem Litwy przy NATO. 
W 2019 był przewodniczącym rządowej grupy roboczej przygotowującej w Wilnie uroczystości pogrzebowe szczątków powstańców styczniowych. 

## Odznaczenia
- Krzyż Komandorski Orderu „Za Zasługi dla Litwy” (2003)[10]